# Honorato Trosso
Honorato Trosso (Luanda, 27 gennaio 1970) è un ex cestista angolano.

## Carriera
Con l'Angola ha disputato i Giochi olimpici di Atlanta 1996, i Campionati mondiali del 1994 e quattro edizioni dei Campionati africani (1989, 1992, 1993, 1997).